# Ljudmila Gudz
Ljudmila Vasiljevna Gudz (ryska: Людмила Васильевна Гудзь, gift Pazitj: Пазич), född den 10 september 1969, är en sovjetisk före detta handbollsspelare.
Hon tog OS-brons i damernas turnering i samband med de olympiska handbollstävlingarna 1992 i Barcelona.